# Federação Moçambicana de Voleibol
A Federação Moçambicana de Voleibol  (FMV) é  uma organização fundada em 1978 que governa a pratica de voleibol em Moçambique, sendo membro da Federação Internacional de Voleibol e da Confederação Africana de Voleibol, a entidade é responsável por  organizar  os campeonatos nacionais de  voleibol masculino e feminino no país.